# Cyclotelus sumichrasti
Cyclotelus sumichrasti är en tvåvingeart som först beskrevs av Luigi Bellardi 1861.  Cyclotelus sumichrasti ingår i släktet Cyclotelus och familjen stilettflugor. Inga underarter finns listade i Catalogue of Life.